# Tadeusz Gebethner
Tadeusz Gebethner (Varsavia, 18 febbraio 1897 – Magdeburgo, 14 ottobre 1944) è stato un calciatore, dirigente sportivo e partigiano polacco, Giusto fra le Nazioni.

## Biografia

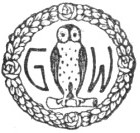
Logo della "Gebethner i Wolff", 1908

Figlio di Jan e Maria Herse, Gebethner apparteneva ad una importante famiglia polacca, il nonno Gustaw Adolf infatti aveva fondato la casa editrice Gebethner i Wolff, una delle più importanti del paese. Appassionato sportivo dapprima gioca e poi diviene presidente del Polonia Varsavia. Il Polonia era una società aperta a tutte le etnie che attirò le simpatie dell'intellighenzia polacca. Nel contempo si laurea in economia.
Lasciato il calcio giocato si dedicò all'azienda di famiglia ed è nel consiglio dei librai polacchi dal 1929 al 1934.
All'inizio della campagna di Polonia perpetuata dalla Germania nazista nel 1939, Gebethner si arruola volontario nel 102º reggimento di Ulani. Dopo la sconfitta viene internato con il suo reggimento in Lituania. Riuscito a fuggire, trova rifugio in una libreria del gruppo del gruppo editoriale di famiglia a Vilnius. A Vilnius entra nella resistenza polacca, ricoprendo importanti incarichi. Nel 1942 accoglie e nasconde in casa sua le ebree Ludwika Abrahamer e sua figlia dodicenne Alina, raggiunti poi da Solomon Abrahamer. Nonostante una delazione abbia causato l'arresto della famiglia, Gebethner riuscì a farli scarcerare ed a fornire loro una falsa identità tedesca. Nel febbraio 1944 riesce a fare espatriare la famiglia Abrahamer in Ungheria, in quel momento più sicura per gli ebrei rispetto alla Polonia occupata; gli Abrahamer riusciranno poi a raggiungere sani e salvi Israele.

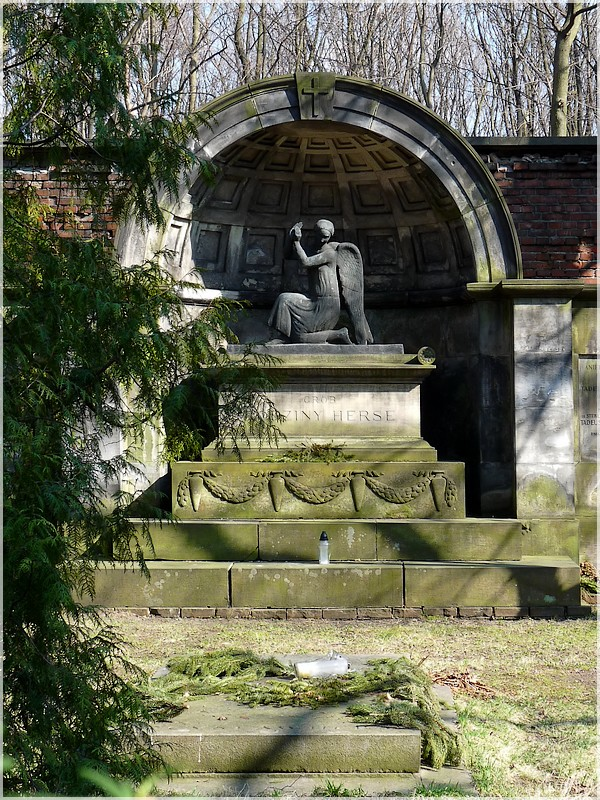
Tomba di famiglia degli Herse e Gebethner al cimitero Powązkowskim di Varsavia

Gebethner ha partecipato, come membro della resistenza e colonnello dell'esercito polacco all'organizzazione ed ai combattimenti della rivolta di Varsavia dell'agosto-ottobre 1944. Venne gravemente ferito, tanto da dover subire l'amputazione di una gamba e di un braccio, morendo il 14 ottobre 1944 in un campo di prigionia vicino a Magdeburgo. È stato inserito tra Giusto fra le Nazioni da Yad Vashem il 21 ottobre 1981.

## Carriera sportiva
Di ruolo difensore e centrocampista, Gebethner si formò calcisticamente nello Stella. Nel 1911 la sua squadra si unì al Merkury per dare origine al Polonia Varsavia, denominazione che il neonato club dovette presto abbandonare per pressione delle autorità russe e che verrà ripreso solo nell'ottobre 1915, in una riunione tenutasi proprio in casa di Gebethner, dopo l'occupazione tedesca durante la prima guerra mondiale. Gebethner, già capitano della squadra, venne eletto presidente del club. Nel 1920 è scelto come presidente onorario del neonato Polonia Bytom. Con il Polonia Varsavia giocò 137 incontri ufficiali, disputando quattro campionati polacchi prima del suo ritiro dall'attività agonistica all'età di 28 anni.